# Dżaghacadzor
Dżaghacadzor – wieś w Armenii, w prowincji Gegharkunik. W 2011 roku liczyła 100 mieszkańców.